# Austrijski šahovski savez
Austrijski šahovski savez (nje. Österreichischer Schachbund), krovno tijelo športa šaha u Austriji. Sjedište je u Grazu, Sackstrasse 17. Osnovan je 1920. i član je FIDE od 1926. godine. Austrija pripada europskoj zoni 1.2a. Predsjednik je Christian Hursky (ažurirano 21. listopada 2019.).

## Vanjske poveznice
- Službene stranice